# عبد ال عزيز مسعود
عبد ال عزيز مسعود (بالإنجليزية: Abdul Aziz Moshood) هو مدرب كرة قدم ولاعب كرة قدم نيجيري في مركز الهجوم، ولد في 22 يوليو 1968 في كادونا في نيجيريا. لعب مع نادي إلفيس ونادي محمدان.